# Шейнбаум, Клаудия
Клаудия Шейнбаум Пардо (исп. Claudia Sheinbaum Pardo; род. 24 июня 1962[…], Мехико, Мексика[…]) — мексиканский политический, государственный деятель, учёный и специалист по охране окружающей среды. Избрана президентом Мексики на всеобщих выборах, прошедших 2 июня 2024 года. Вступила в должность 1 октября 2024 года. Первая женщина-президент в истории страны.
Мэр Мехико (2018—2023). Одна из коллективных лауреатов Нобелевской премии мира 2007 года в качестве члена Межправительственной группы экспертов по изменению климата. 1 июля 2018 года была избрана мэром Мехико от левой партии Движение национального возрождения и коалиции Juntos Haremos Historia. Первая женщина и представительница еврейской общины на посту мэра Мехико.
Клаудия Шейнбаум — обладательница учёной степени Ph.D. в инженерно-энергетической отрасли, автор более 100 научных и общественно-политических статей и двух книг по вопросам энергетики, окружающей среды и устойчивого развития. Занимала пост секретаря (министра) окружающей среды в местном правительстве Мехико в 2000—2006 годах, когда мэром был Андрес Мануэль Лопес Обрадор. Была мэром города Тлальпан (2015—2017). В 2018 году включена в список «100 женщин» BBC.

## Семья
Клаудиа Шейнбаум Пардо родилась в еврейской семье в Мехико. Родители её отца, ашкеназские евреи, в 1920-х годах эмигрировали в Мексику из Литвы. Родители её матери, сефардские евреи из Болгарии, эмигрировали в Мексику в начале 1940-х годов, спасаясь от Холокоста. Семья её родителей была светской, но у бабушки и дедушки она отмечала все иудейские праздники. Оба родителя Шейнбаум — учёные: инженер-химик Карлос Шейнбаум Йоселевиц (1933—2013), член Мексиканской коммунистической партии и биолог Анни Пардо Семо, ныне почётный профессор Национального автономного университета Мексики. Её брат — физик.

## Академическая карьера
Клаудиа Шейнбаум изучала физику в Национальном автономном университете Мексики (UNAM), где получила степени бакалавра (1989), затем магистра (1994) и доктора (1995). За четыре года (1991—1994) она завершила работу над докторской диссертацией в Национальной лаборатории им. Лоуренса Беркли в Беркли, Калифорния, где она проанализировала использование энергии в транспорте Мексики, опубликовала исследования о тенденциях использования электроэнергии в зданиях в Мексике и получила учёную степень Ph.D.  в области энергетики и физики.
В 1995 году она начала преподавать в инженерном институте UNAM. Была исследователем в Инженерном институте и является членом Национальной исследовательской системы и Мексиканской академии наук. В 1999 году она получила премию лучшего молодого исследователя UNAM в области инженерии и технологических инноваций.
В 2006 году Клаудиа Шейнбаум вернулась в UNAM после работы в местных органах власти и продолжила публиковать статьи в научных журналах. В 2007 году она присоединилась к Межправительственной группе экспертов по изменению климата (МГЭИК) при Организации Объединённых Наций в области энергетики и промышленности. Была их автором по теме «Смягчение последствий изменения климата» для Четвёртого оценочного доклада МГЭИК. В том же году группа получила Нобелевскую премию мира. В 2013 году она стала соавтором Пятого оценочного доклада МГЭИК вместе с 11 другими экспертами в области промышленности.

## Политическая карьера
Во время учёбы в Национальном автономном университете Мексики она была членом Consejo Estudantil Universitario (Совет университетских студентов) — студенческой группы, которая затем образует молодёжное движение мексиканской Партии демократической революции (ПДР).

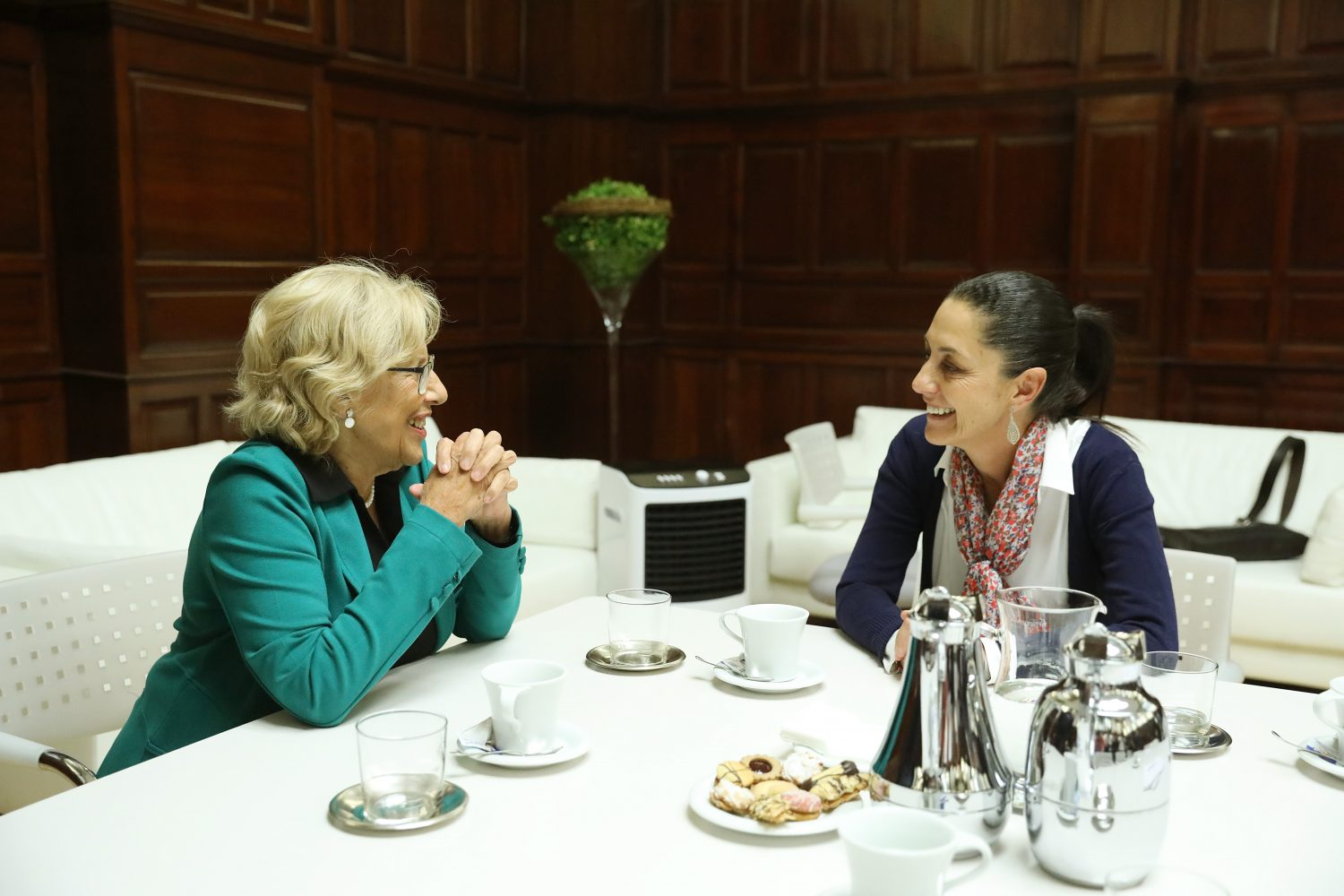
Мануэла Кармена встречается с Клаудией Шейнбаум во дворце Сибелес

Назначенная 20 ноября 2000 года в кабинет главы правительства Мехико Андреса Мануэля Лопеса Обрадора, была секретарём по вопросам окружающей среды Мехико с 5 декабря 2000 года. За срок своих полномочий, истекший в мае 2006 года, она отвечала за создание центра электронной регистрации транспортных средств в Мехико, а также руководила введением в действие скоростного автобуса с выделенными полосами движения Metrobus и строительством второго уровня кольцевой дороги Мехико Anillo Periférico (Периферийное кольцо).
С 1 января 2012 года по 1 октября 2015 года — член Комитета ООН по политике в области развития.
Лопес Обрадор включил Шейнбаум в предложенный им кабинет Секретариата по окружающей среде и природным ресурсам в рамках своей кампании на всеобщих выборах 2012 года. В 2014 году стала одной из первых политиков, отколовшихся от основной (на тот момент) мексиканской левой партии — Партии демократической революции — и последовавших за Лопесом Обрадором, создавшим новое Движение национального возрождения (МОРЕНА). В 2015 году она занимала должность секретаря по вопросам окружающей среды.
С 1 октября 2015 года по 6 декабря 2017 года Клаудиа Шейнбаум возглавляла столичный район Тлалпан (юго-запад Мехико). Покинула должность после выдвижения в мэры Мехико от коалиции Juntos Haremos Historia (Вместе мы сделаем историю), состоящей из Движения национального возрождения, Партии труда и Партии социальной солидарности.

### Мэр Мехико

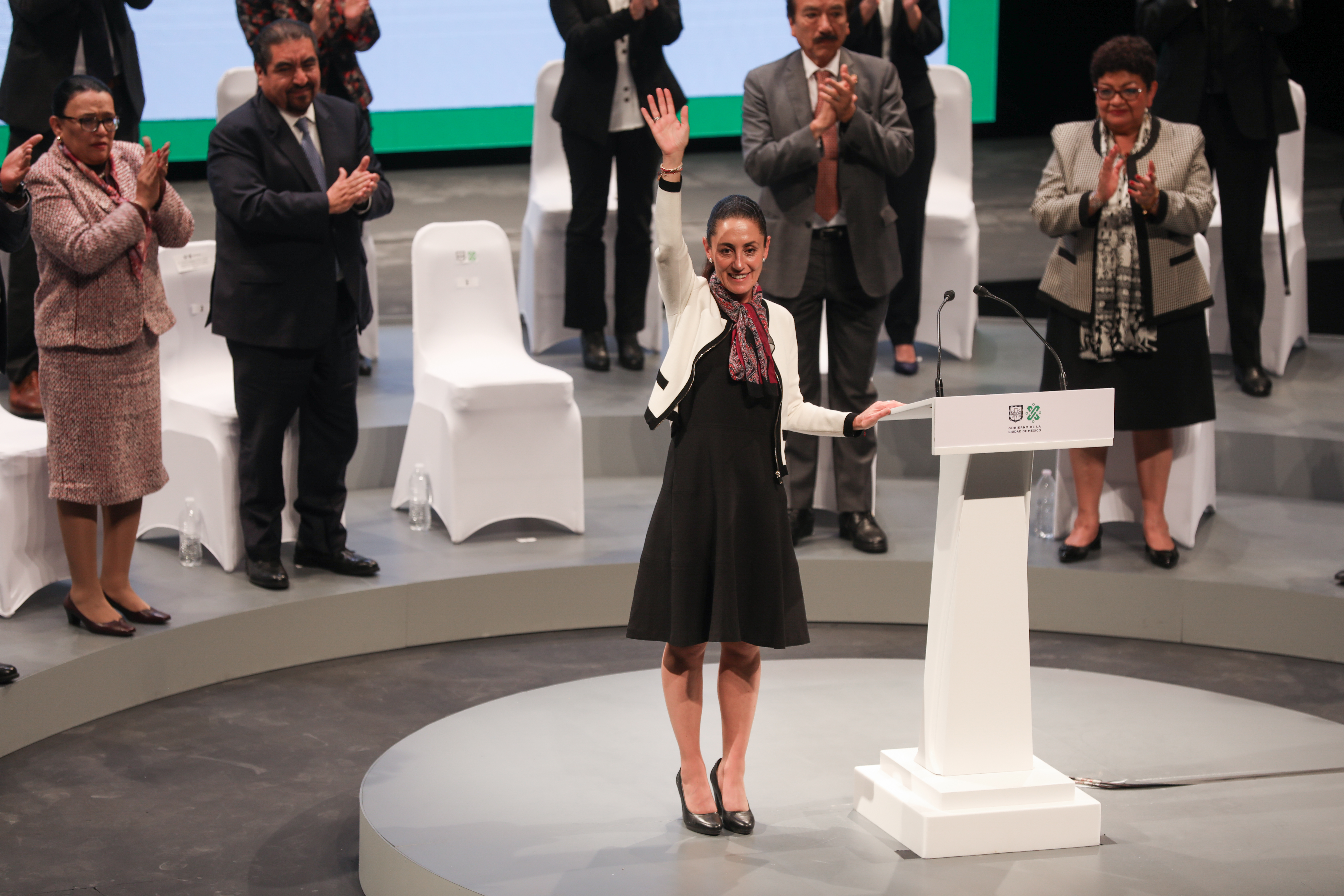
Избранная мэром Мехико Клаудия Шейнбаум представляет членов городского правительства на официальной церемонии в государственном городском театре Мехико 5 декабря 2018 года.

Параллельно с победой на президентских выборах кандидата от левых сил Андреса Мануэля Лопеса Обрадора, его единомышленница Шейнбаум 1 июля 2018 года была избрана мэром Мехико на шестилетний срок, победив шесть других кандидатов. Во время кампании Шейнбаум была обвинена правой Партией национального действия в вызванном землетрясением 2017 года силой 7,1 балла обрушении в начальной школе, в результате которого погибли 19 детей. Она стала первой избранной женщиной во главе Мехико и его первым мэром-евреем.
Его управление характеризуется экологическими проблемами и сильной социальной политикой, созданием инфраструктуры (транспорт для открытия пригородов, университеты и т. д.) и распределением социальной помощи в беднейших кварталах. Оно улучшило переработку отходов, производство чистой энергии и лесовосстановление, но не смогло решить проблему водоснабжения, которая остается главной проблемой мегаполиса. Что касается безопасности, то за время его пребывания на посту мэра количество убийств сократилось почти вдвое.
В июне 2019 года она объявила о новом шестилетнем экологическом плане. Он включает сокращение загрязнения воздуха на 30 %, высадку 15 миллионов деревьев, запрет одноразового использования пластика и содействие повторной переработке, строительство нового завода по разделению отходов, обеспечение водоснабжения для каждого дома, сооружение 100 километров коридоров для исключительного использования линиями общественного транспорта, а также строительством и установкой солнечных водонагревателей и солнечных батарей.
В сентябре 2019 года Клаудиа Шейнбаум объявила об инвестициях в размере 40 миллиардов песо (2 миллиарда долларов США) в модернизацию метрополитена Мехико на протяжении следующих пяти лет, включая обновление метро, введение в эксплуатацию новых поездов, улучшение станций и эскалаторов, автоматизации, информации для пользователей и платёжных систем.

### Президент Мексики

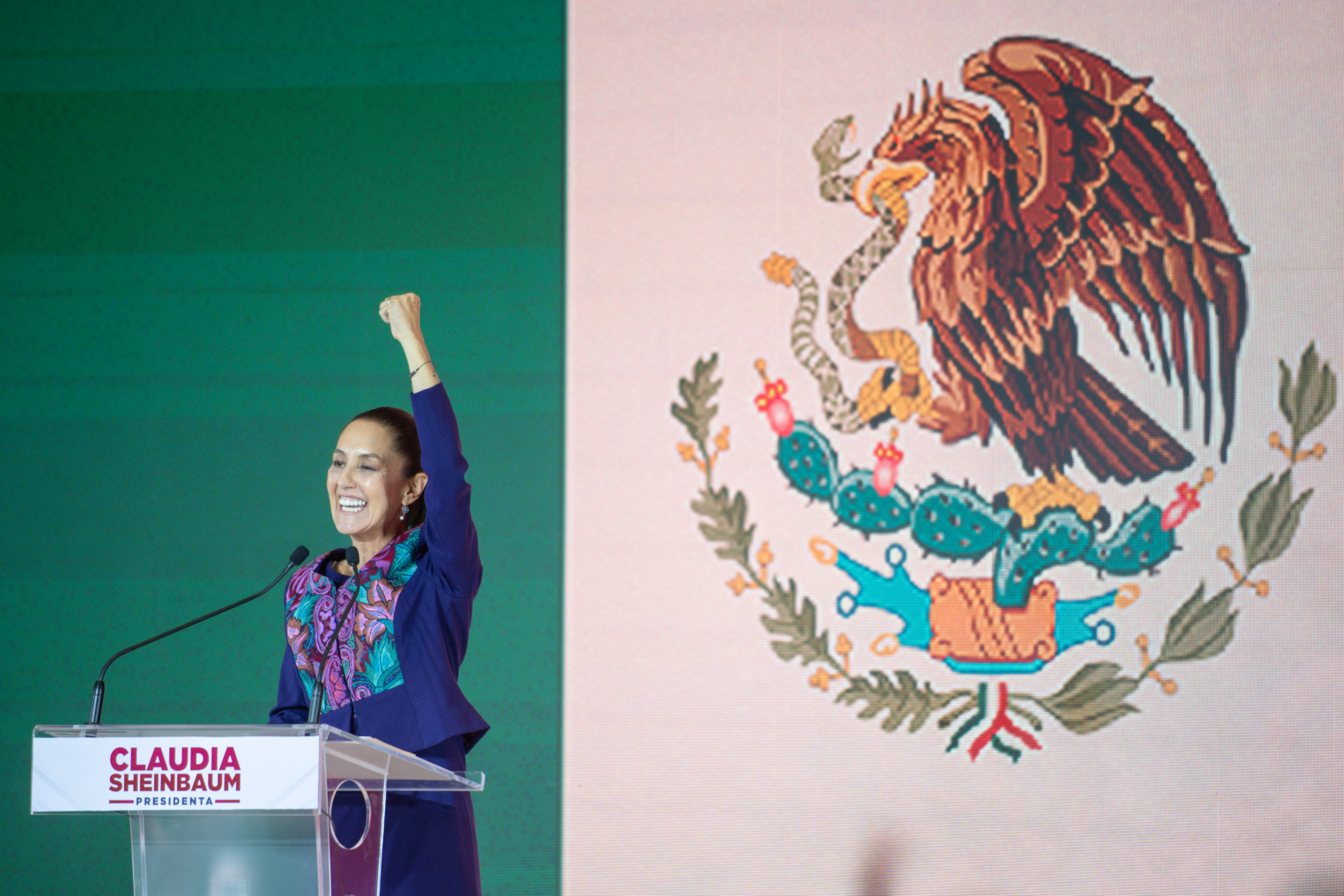
Клаудия Шейнбаум выступает с победной речью после президентских выборов 3 июня 2024 года.

В июне 2023 года Клаудиа Шейнбаум ушла с поста мэра столицы Мексики, чтобы полностью посвятить себя участию в выборах президента страны. Она ушла в отставку с рекордной популярностью - 68 %. Боролась за выдвижение от правящей коалиции Juntos Hacemos Historia, включающей Движение национального возрождения, Партию труда и Зелёную экологическую партию Мексики. Её конкурентом на праймериз был бывший министр иностранных дел Марсело Эбрард. 6 сентября 2023 стала кандидатом на пост президента страны на всеобщих выборах 2024 года от правящей партии МОРЕНА и лидером партии.

#### Избрание
3 июня 2024 года выиграла президентские выборы Мексики, набрав рекордные неполные 36 млн (61,18 %) голосов. Вступила в должность 1 октября 2024 года.
Весной 2025 года процент одобрения составил 82%.

## Личная жизнь
В 1986 году Клаудиа Шейнбаум познакомилась с лидером Партии демократической революции политиком Карлосом Омасом Гиспертом, за которым была замужем с 1987 по 2016 год. У неё есть дочь от этого брака (Мариана, род. 1988, которая в 2019 году училась на докторскую степень по философии в Калифорнийском университете), а также стала мачехой Родриго Омасу Аларкону (род. 1982, ныне кинорежиссёр).

## Избранная библиография
Клаудиа Шейнбаум является автором более 100 научных и общественно-политических статей и двух книг по вопросам энергетики, окружающей среды и устойчивого развития:
1. Consumo de energía y emisiones de CO2 del autotransporte en México y Escenarios de Mitigación, Ávila-Solís JC, Sheinbaum-Pardo C. 2016.
2. Decomposition analysis from demand services to material production: The case of CO2 emissions from steel produced for automobiles in Mexico, Applied Energy, 174: 245—255, Sheinbaum-Pardo C. 2016.
3. The impact of energy efficiency standards on residential electricity consumption in Mexico, Energy for Sustainable Development, 32:50-61 Martínez-Montejo S.A., Sheinbaum-Pardo C. 2016.
4. Science and Technology in the framework of the Sustainable Development Goals, World Journal of Science, Technology and Sustainable Development, 14:2 — 17. Imaz M. Sheinbaum C. 2017.
5. Assessing the Impacts of Final Demand on CO2-eq Emissions in the Mexican Economy: An Input-Output Analysis, Energy and Power Engineering, 9:40-54, Chatellier D, Sheinbaum C. 2017.
6. Electricity sector reforms in four Latin-American countries and their impact on carbon dioxide emissions and renewable energy, Ruíz- Mendoza BJ, Sheinbaum-Pardo C. Energy Policy, 2010
7. Energy consumption and related CO2 emissions in five Latin American countries: Changes from 1990 to 2006 and perspectives, Sheinbaum C, Ruíz BJ, Ozawa L. Energy, 2010.
8. Mitigating Carbon Emissions while Advancing National Development Priorities: The Case of Mexico, C Sheinbaum, O Masera, Climatic Change, Springer, 2000.
9. Energy use and CO2 emissions for Mexico’s cement industry, C Sheinbaum, L Ozawa, Energy, Elsevier, 1998.
10. Energy use and CO2 emissions in Mexico’s iron and steel industry, L Ozawa, C Sheinbaum, N Martin, E Worrell, L Price, Energy, Elsevier, 2002.
11. New trends in industrial energy efficiency in the Mexico iron and steel industry, L Ozawa, N Martin, E Worrell, L Price, C Sheinbaum, OSTI, 1999.
12. Mexican Electric end-use Efficiency: Experiences to Date, R Friedmann, C Sheinbaum, Annual Review of Energy and the Environment, 1998.
13. Incorporating Sustainable Development Concerns into Climate Change Mitigation: A Case Study, OR Masera, C Sheinbaum, Climate Change and Development, UDLAP, 2000.